# Жданув
Жданув (пол. Żdanów) — деревня в Замойском повете Люблинского воеводства Польши. Входит в состав гмины Замость. Находится примерно в 10 км к западу от центра города Замосць. По данным переписи 2011 года, в деревне проживало 787 человек.